# Reprezentacja Nowej Zelandii w rugby 7 kobiet
Reprezentacja Nowej Zelandii w rugby 7 kobiet – zespół rugby 7, biorący udział w imieniu Nowej Zelandii w meczach i sportowych imprezach międzynarodowych, powoływany przez selekcjonera, w którym mogą występować wyłącznie zawodnicy posiadający obywatelstwo tego kraju, mieszkający w nim, bądź kwalifikujący się ze względu na pochodzenie rodziców lub dziadków. Za jego funkcjonowanie odpowiedzialny jest New Zealand Rugby Union, członek Oceania Rugby oraz World Rugby.
W sezonie 2011/2012 drużyna będąca w reorganizacji nie uczestniczyła w IRB Women’s Sevens Challenge Cup, natomiast w sezonie 2012/2013 została jednym ze stałych uczestników cyklu IRB Women’s Sevens World Series, zwyciężając w trzech turniejach oraz w całym cyklu.
W styczniu 2014 roku czołowe zawodniczki otrzymały po raz pierwszy w historii zawodowe kontrakty.

## Turnieje

### Udział wigrzyskach olimpijskich
| Rok  | Wynik | Źródło |
| ---- | ----- | ------ |
| 2016 | 2.    |        |
| 2020 | 1.    |        |
| 2024 | 1.    | [ 5 ]  |

### Udział wPucharze Świata
| Rok  | Wynik         | Źródło |
| ---- | ------------- | ------ |
| 2009 | 2 (finał Cup) |        |
| 2013 | 1 (Cup)       |        |
| 2018 | 1.            |        |
| 2022 | 2.            |        |

### Udział wWorld Rugby Women’s Sevens Series
| Rok       | Wynik | Źródło |
| --------- | ----- | ------ |
| 2012/2013 | 1.    |        |
| 2013/2014 | 1.    |        |
| 2014/2015 | 1.    |        |
| 2015/2016 | 2.    |        |
| 2016/2017 | 1.    |        |
| 2017/2018 | 2.    |        |
| 2018/2019 | 1.    |        |
| 2019/2020 | 1.    |        |
| 2021/2022 | 5.    |        |
| 2022/2023 | 1.    |        |

### Udział wmistrzostwach Oceanii
| Rok  | Wynik | Źródło |
| ---- | ----- | ------ |
| 2007 | –     |        |
| 2008 | 2.    |        |
| 2012 | 1.    |        |
| 2013 | 3.    |        |
| 2014 | 1.    |        |
| 2015 | –     |        |
| 2016 | –     |        |
| 2017 | 1.    |        |
| 2018 | 2.    |        |
| 2019 | 3.    |        |
| 2021 | 1.    |        |
| 2022 | 1.    |        |
| 2023 | 3.    |        |

### Udział wIgrzyskach Wspólnoty Narodów
| Rok  | Wynik | Źródło |
| ---- | ----- | ------ |
| 2018 | 1.    |        |
| 2022 | 3.    |        |